# Bernhard Heine (Mediziner, 1864)
Bernhard Heine (* 15. März 1864 in Berlin; † 19. Februar 1928 in München) war ein deutscher HNO-Arzt und Hochschullehrer.

## Leben
Als Sohn eines Kaufmanns studierte Heine ab 1883 am Medicinisch-chirurgischen Friedrich-Wilhelms-Institut. 1884 im Corps Vandalia Berlin recipiert, zeichnete er sich als Senior aus. Nachdem er 1885–1888 an der Friedrich-Wilhelms-Universität zu Berlin studiert hatte, wurde er am 17. Mai 1888 an der Ludwig-Maximilians-Universität München zum Dr. med. promoviert. Am 25. März 1889 bestand er das medizinische Staatsexamen. 1889/90 diente er als Einjährig-Freiwilliger bei der Preußischen Armee. Als Arzt approbiert, ging er 1891 als Volontärassistent in die chirurgische Poliklinik der Charité. Klinikchef war kein Geringerer als Ernst von Bergmann. Nach zwei Jahren als praktischer Arzt (1892–1894) wandte sich Heine 1895 der Hals-Nasen-Ohren-Heilkunde zu. Elf Jahre war er Assistenz- und Oberarzt bei August Lucae. Bei ihm habilitierte er sich 1903.
1906 folgte er dem Ruf der Albertus-Universität Königsberg auf ein Extraordinariat. Ihn belasteten die mangelhafte Ausstattung der Klinik, der Konflikt mit Paul Henry Gerber und die „privatwirtschaftliche“ Konkurrenz von Paul Stenger.
Nur zu gern folgte er 1909 dem Ruf der Ludwig-Maximilians-Universität. Paul Stenger empfahl ihn in Königsberg noch als a.o. Professor, was er bis 1935 blieb. Die verwickelten HNO-Verhältnisse in München konnte er weitgehend bereinigen, als Friedrich Bezold und Rudolf Haug fast gleichzeitig starben. Er vereinigte die beiden Ohrkliniken in einer Hand. Schon 1910 hatte er die Einrichtung einer Forschungsabteilung für Stimm- und Sprachstörungen erreicht, die er Max Nadoleczny anvertraute. Heine begründete eine große Schule von HNO-Ärzten. Klinische Schwerpunkte waren die Ohrchirurgie und die Behandlung der Mittelohreiterungen und ihrer endokraniellen Komplikationen. Eine eigene Klinik und Poliklinik für Ohrenkranke mit 21 Betten konnte er erst 1921 beziehen. Er kam 1922 auf den Lehrstuhl und in den Vorstand der neu gegründeten Deutschen Gesellschaft der Hals-Nasen-Ohrenärzte. 1925 wählte sie ihn zum Vorsitzenden. Schüler von Heine waren Josef Beck und Ludwig Haymann. Der noch bei Bezold habilitierte Heinrich Herzog kam auf die Lehrstühle in Graz und Münster.

## Schriften (Auswahl)
- Operationen am Ohr. 1903 und 1913.